# PR-575
A Rodovia PR-575 é uma estrada pertencente ao governo do Paraná, que faz a ligação entre a cidade de Nova Aurora e a PR-581 (localidade de Jotaesse, no território do município de Tupãssi).

## Denominação
- Rodovia Atílio Mezzon, no trecho entre Nova Aurora e o Distrito de Palmitópolis, de acordo com a Lei Estadual 8.578 de 23/10/1987.[1]

## Trechos da Rodovia
A rodovia possui uma extensão total de aproximadamente 25 km, podendo ser dividida em 2 trechos, conforme listados a seguir:
| Ponto de referência                             | Extensão do trecho | Extensão acumulada | Situação        |
| ----------------------------------------------- | ------------------ | ------------------ | --------------- |
| Entroncamento PR-239 (Nova Aurora)              | ---                | 0 km               | ---             |
| Entroncamento PR-574 (Distrito de Palmitópolis) | 13,3 km            | 13,3 km            | Pavimentado     |
| Entroncamento PR-581 (Localidade de Jotaesse)   | 11,7 km            | 25,0 km            | Não pavimentado |

Extensão pavimentada: 13,3 km (53,20%)